# カーカティーヤ朝

カーカティーヤ朝

13世紀ごろの南インド。諸王朝のおおよその最大版図を示す。

カーカティーヤ朝（カーカティーヤちょう、Kakatiya dynasty）とは、11世紀初頭から14世紀初頭にかけてインド南東部（現アーンドラ・プラデーシュ州）に存在したヒンドゥー王朝（1000年 - 1323年）。首都はワランガル。

## 歴史

### 後期チャールキヤ朝からの独立
11世紀、ベータ1世の名が初期の王として歴史に現れた。
ベータ1世の息子プローラ1世のとき、その勢力を拡大した。後期チャールキヤ朝に仕える諸侯（封臣）となり、主君タイラ3世からハナムコンダの地を与えられた。
だが、プローラ1世の孫プローラ2世は主君ヴィクラマーディティヤ6世の没後に反乱を起こし、ハナムコンダに攻めてきたタイラ3世を捕虜にするなどし、独立を果たした。

### カーカティーヤ朝の繁栄
プローラ2世の2人の息子プラターパルドラ1世とその弟マハーデーヴァは、ヤーダヴァ朝との戦争で戦死し、マハーデーヴァの息子ガナパティ・デーヴァが捕虜になるという屈辱を味わった。
のちガナパティ・デーヴァは許されて帰国して、即位し王となると、東方カリンガと南方の地方勢力を服従させて勢力を回復した。チョーラ朝の版図を草刈り場として蚕食し、カーンチープラムまで席巻した。これにより、カーカティーヤ朝はホイサラ朝、ヤーダヴァ朝、パーンディヤ朝と争うこととなったが、
ガナパティ・デーヴァはその治世において、シヴァ派を保護してその布教を援助した。一方、新首都ワランガルを築き、海港モートゥパッリでの海外貿易の振興に努めることによって国力の増強を図った。
続く娘のルドラマ・デーヴィー（ルドラーンバー）の治世はヤーダヴァ朝の侵入があり、封臣の反乱も相まって、南方における領土を失った。だが、貿易振興策で経済的に繁栄し、カーカティーヤ朝の海港モートゥパッリを訪れたマルコ・ポーロは女王を名君とたたえ、善政とその繁栄ぶりをほめたたえる記録を残している。
ルドラマ・デーヴィーの孫プラターパルドラ2世のとき、王国の領土の4分の一を77地区に分けてナーヤカと呼ばれる領主に統治させ、行政と防衛を委ねた。これはのちにヴィジャヤナガル王国のナーヤカ制に大きく影響したという。

### デリー・スルターン朝による攻撃と滅亡
1309年、ハルジー朝のアラー・ウッディーン・ハルジーによって名将マリク・カーフールがデカン地方に遣わされ、1310年（同1309年とも）に首都ワランガルが陥落させられた。だが、プラターパルドラ2世は貢納を差し出してカーフールと和議を結び、毎年の貢納を約束した。
その後、プラターパルドラ2世は南方に転戦し、ホイサラ朝とパーンディヤ朝の軍勢を破り、北はゴーダヴァリー川から南はカーヴェーリ川下流のティルチラーパッリまで勢力下に収める勢いであった。しかし、これはハルジー朝がたまたま南インドを直轄支配しないという条件下のかりそめの繁栄にすぎなかった。
1320年、デリー・スルターン朝では、ハルジー朝に代わってギヤースッディーン・トゥグルクがスルターンとなりトゥグルク朝が興ると、1321年にプラターパルドラ2世は貢納を停止した。そのため、1322年に南インドの直轄領化を目指して息子ウルグ・ハーンが遣わして攻撃したが、プラターパルドラ2世はこれを撃退した。
その後、翌1323年にウルグ・ハーンの軍勢が再び派遣され、デリーの軍勢にワランガルは陥落させられ、カーカティーヤ朝の版図は併合された。プラターパルドラ2世は捕えられ、デリーに送還されたが、その途上で死亡し、カーカティーヤ朝は滅んだ。
のち、1336年に成立したヴィジャヤナガル王国の創始者、ハリハラとブッカはこの王朝に仕えていたとされる。

## 歴代君主
※記述なしは、上に記された君主の子であることを示す。
- ベータ1世（Beta I, 在位：1000年 - 1030年）
- プローラ1世（Prola I, 在位：1030年 - 1075年）
- ベータ2世（Beta II, 在位：1075年 - 1110年）
- プローラ2世（Prola II, 在位：1110年 - 1158年）
- プラターパルドラ1世（Prataparudra I, 在位：1158年 - 1196年）
- マハーデーヴァ（Mahadeva, 在位：1196年 - 1199年）（プラターパルドラ1世の弟）
- ガナパティ・デーヴァ（Ganapati Deva, 在位：1199年 - 1262年）
- ルドラマ・デーヴィー（Rudrama Devi, 在位：1262年 - 1296年）（ルドラーンバー（Rudramba）とも）
- プラターパルドラ2世（Prataparudra II, 在位：1296年 - 1326年）（ルドラーマ・デーヴィーの孫）